# Mercedes-Benz W169
Mercedes-Benz W169 (eller Mercedes-Benz A-klass) är en personbil, tillverkad av den tyska biltillverkaren Mercedes-Benz mellan 2004 och 2012.
Versioner:
| Modell     | Årsmodell | Motor                      | Cylindervolym | Effekt | Bränslesystem             |
| ---------- | --------- | -------------------------- | ------------- | ------ | ------------------------- |
| A150       | 2004-     | M266: 4-cyl radmotor dohc  | 1498 cm³      | 95 hk  | Bränsleinsprutning        |
| A160 CDI   | 2004-     | OM640: 4-cyl radmotor dohc | 1991 cm³      | 82 hk  | Common rail turbodiesel   |
| A170       | 2004-     | M266: 4-cyl radmotor dohc  | 1699 cm³      | 116 hk | Bränsleinsprutning        |
| A180 CDI   | 2004-     | OM640: 4-cyl radmotor dohc | 1991 cm³      | 109 hk | Common rail turbodiesel   |
| A200 CDI   | 2004-     | OM640: 4-cyl radmotor dohc | 1991 cm³      | 140 hk | Common rail turbodiesel   |
| A200       | 2004-     | M266: 4-cyl radmotor dohc  | 2034 cm³      | 136 hk | Bränsleinsprutning        |
| A200 Turbo | 2005-     | M266: 4-cyl radmotor dohc  | 2034 cm³      | 193 hk | Bränsleinsprutning, turbo |